# 尤家骏
尤家骏（1898年—1969年2月13日），别名尤修正，字修之，男，山东即墨人，中国皮肤科专家，曾任山东医学院教授，第三、四届全国政协委员。